# The Twins' Tea Party
The Twins' Tea Party je britský němý film z roku 1896. Režisérem je Robert W. Paul (1869–1943). Film trvá necelou půlminutu. Snímek měl premiéru v londýnském divadle Alhambra v srpnu 1896. Jména dvou vystupujích děvčat nejsou známa. Film se pro svou roztomilou komičnost těšil velké popularitě.

## Děj
Dvě malé dívky sedí u stolu u čajového dýchánku. Zatímco jedna nalévá druhé a sobě čaj, druhá se hned napije, za což dostane několik jemných ran do hlavy, a tak začne vzlykat. První dívka ji obejme, čímž vše urovná.